# Tschechoslowakische Krone

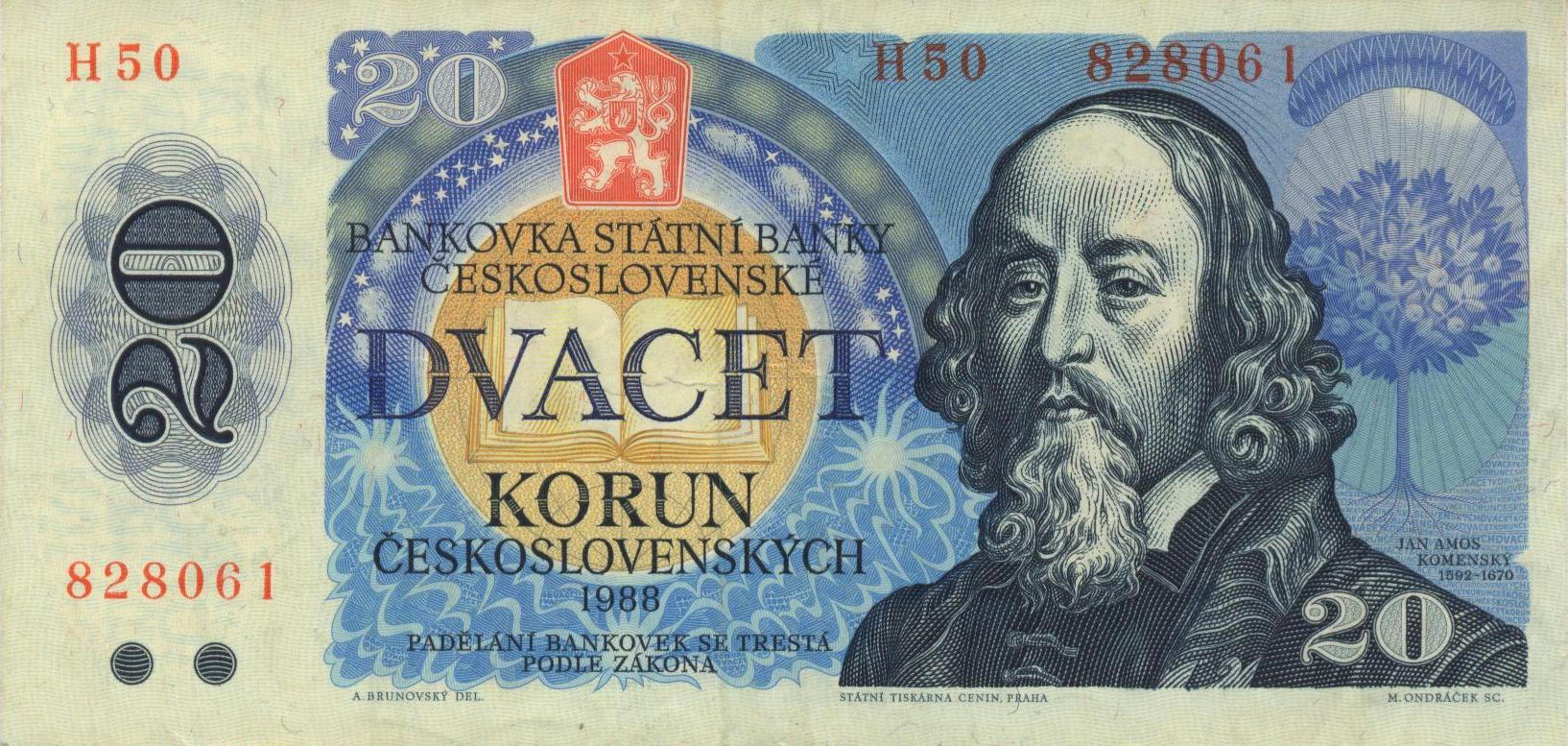
Banknote zu 20 Kronen, Ausgabe von 1988 mit dem Bild von Johann Amos Comenius.

Die Tschechoslowakische Krone (auf Tschechisch und Slowakisch koruna československá bzw. koruna česko-slovenská) war bis zum 31. Dezember 1992 die offizielle Währung der Tschechoslowakei und noch bis zum 7. Februar 1993 die Währung Tschechiens und der Slowakei. Der Umtauschkurs zur DDR-Mark lag fix bei 1:3,2.

## Nachfolger und Vorgänger
Die Währungseinheiten in Österreich-Ungarn bis 1918 (abgekürzt K), sowie ab 1993 in der Slowakei und in Tschechien wurden beziehungsweise werden ebenfalls als „Krone“ bezeichnet. Auch die Währung der Ersten Slowakischen Republik (1939–1945) und die Währung des Protektorats Böhmen und Mähren trugen diesen Namen (abgekürzt Ks bzw. K).

## Kleinere Einheiten
Eine tschechoslowakische Krone entsprach jeweils 100 Hellern (Slowakisch: halier, Tschechisch: haléř; Plural: halierov bzw. haléřů) und als Kurzbezeichnung wird in der Slowakei ein „hal“, in Tschechien ein „h“ geschrieben.

## Schreibung
Die Abkürzung der Währung lautete Kčs (bis zum 31. Oktober 1945 Kč), der offizielle ISO 4217-Code lautete CSK. CSK kommt von česko-slovenská koruna und CZK steht für die Tschechische Krone.
Wie im deutschsprachigen Raum werden in der tschechischen und slowakischen Sprache Währungskürzel hinter den Nennwert geschrieben (zum Beispiel: 100 000 Kčs / 100 000 Sk / 100 000 SKK / 100 hal).

## Geschichte

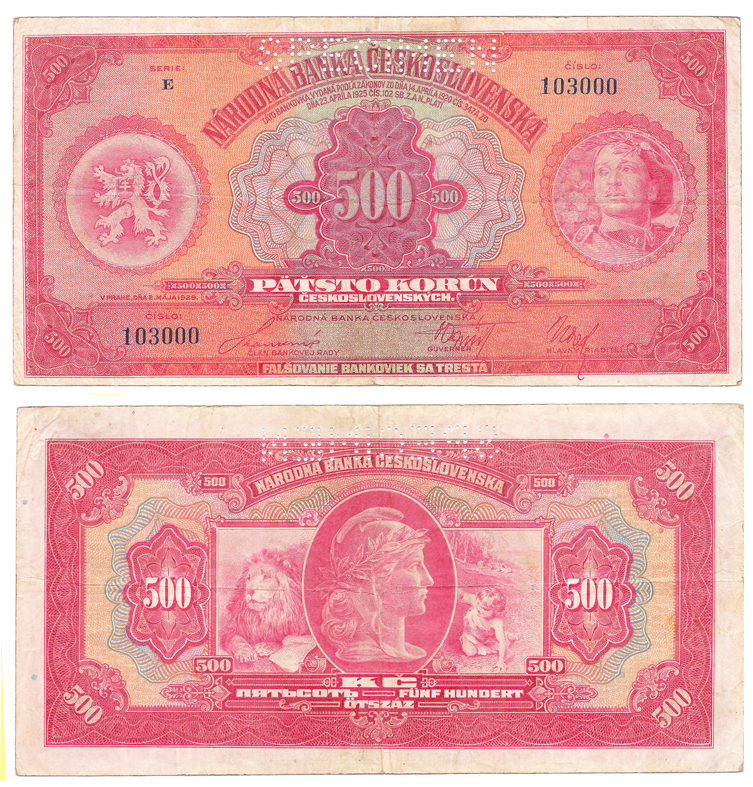
500-Kronen-Banknote (1929), entworfen von Alfons Mucha

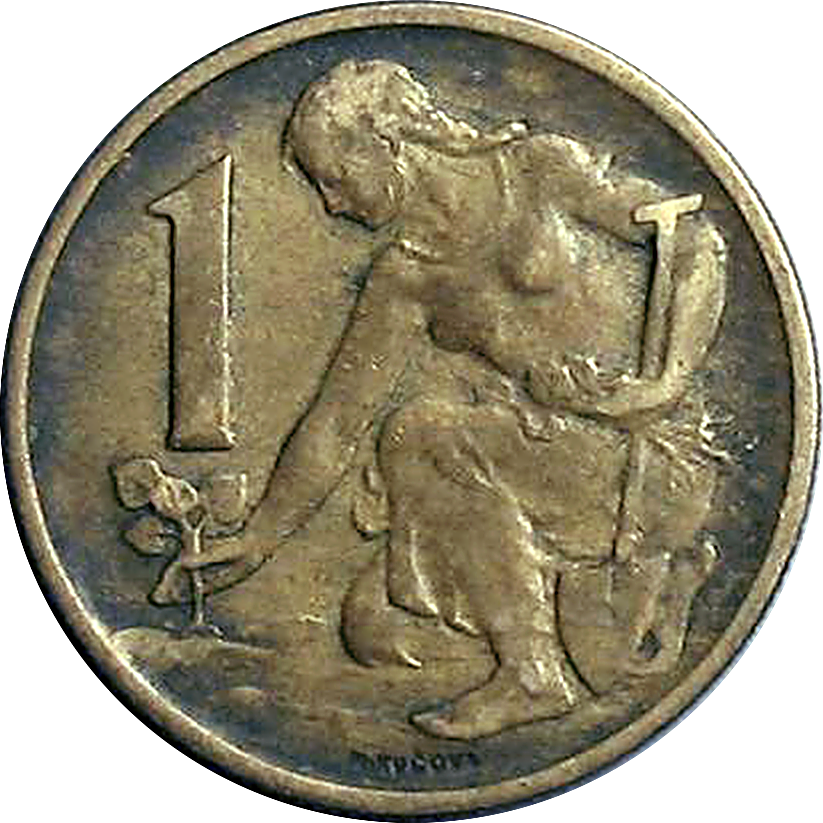
Die „Jungfrau“ / „Baumpflanzerin“ auf der 1-Kronen-Münze wurde 35 Jahre lang geprägt

Die Krone wurde am 11. September 1892 in Österreich-Ungarn als die Erste auf Gold basierende Währung in diesem Gebiet eingeführt (Österreichische Krone). Nach der Entstehung der Tschechoslowakei 1918 musste schnell ein neues Währungssystem geschaffen werden, das sich von den inflationsbehafteten Währungen der anderen neu entstandenen Länder unterschied. Vorerst galten jedoch auf dem Territorium des jungen Staates die Banknoten und Münzen der österreichisch-ungarischen Bank noch weiter.
„Die Vorbereitung zur Währungstrennung wurden ganz im geheimen getroffen und auf Grund des Ermächtigungsgesetzes vom 25. Februar 1919 Slg. Ges. u. Bdg. Nr. 84 wurde die Abstempelung sämtlicher umlaufender Banknoten der österreichisch-ungarischen Bank am 19. März 1919 verfügt. Durch die Abstempelung … waren (sie) Geld der Tschechoslowakei geworden und das Finanzministerium zog diese Noten allmählich ein und tauschte sie gegen tschechoslowakische Staatsnoten um.“ (Zitat nach Quelle Walter Simon)
Es fand so eine Währungsreform statt, mit der die Tschechoslowakische Krone geschaffen wurde (Československá koruna, Kč/später Kčs). Die ersten Banknoten kamen noch im gleichen Jahr in Umlauf, 1922 folgten dann die ersten eigenen Münzen, die die bis dahin noch geltenden vormaligen österreichisch-ungarischen unedlen Nominale ablösten. Die alten Gold- und Silberkronen waren seit dem Krieg praktisch schon lange aus dem Umlauf verschwunden.
Die Kronenwährung unterlag im weiteren Verlauf noch mehreren Reformen und Veränderungen. So wurde z. B. die Goldpartät durch Gesetz vom 7. November 1929 auf 44,85 mg pro 1 Kč im kommerziellen Handel festgelegt („Goldkernwährung“). In der Zeit von 1923 bis etwa 1929 war die Krone relativ wertstabil, sie schwankte durchschnittlich zwischen 15,36 bis 16,37 Schweizer Franken pro 100 Kronen. Der Wechselkurs gegenüber der Reichsmark betrug 1932 (vgl. Liste der Wechselkurse (Goldstandard)) 0,85.
Im Zuge der Weltwirtschaftskrise (1929), welche die Tschechoslowakei besonders hart traf, setzte ein dramatischer Währungsverfall der Krone ein. Die größten Einbrüche erlebte das Land im Frühjahr 1933, in anderen europäischen Ländern wurde da bereits die Talsohle durchschritten. Der Index der Industrieproduktion sank unter 60 Prozent des Niveaus vor der Krise. Selbst 1937 waren die Folgen noch zu spüren. Die Krone wurde bis 1938 zweimal deutlich abgewertet, was die Tür zu den Weltmärkten etwas öffnete.
Im Frühjahr 1938 wurde nach offiziellem Kurs 1 Reichsmark mit 11,45 Kronen bewertet, was einem Preis von 8,75 Pfennig für 1 Krone entsprach. Ab Dezember 1938 gab es für 1 Reichsmark 10 Kronen. Nach der Zerschlagung der Rest-Tschechei blieb im Gebiet des Protektorats Böhmen und Mähren die Tschechoslowakische Krone neben der Reichsmark sowie der Krone des Protektorats Böhmen und Mähren als Währung und gesetzliches Zahlungsmittel bestehen. Bis Mai 1945 wurde der Wechselkurs zwischen Reichsmark und Kronen stabil bei 1:10 gehalten.
Eine einschneidende Reform fand im Jahr 1953 statt. Zu dieser Zeit hatte die Kommunistische Partei der Tschechoslowakei mit dem Problem des doppelten Warenmarktes zu kämpfen: auf der einen Seite gab es einen Markt mit festgesetzten Preisen für Grundnahrungsmittel – ein Überbleibsel aus dem Nachkriegs-Quotensystem, auf der anderen Seite einen freien Markt, wo Güter bis zu 8-mal teurer waren, dafür aber auch von besserer Qualität. Es wurde entschieden, die Währungsreform am 1. Juni 1953 durchzuführen und neue Banknoten, welche in der UdSSR gedruckt worden waren, zu verteilen. Die Reform wurde in einem sehr kurzen Zeitraum vorbereitet und sollte bis zur letzten Minute geheim gehalten werden, dennoch kamen Informationen über eine bevorstehende Reform an die Öffentlichkeit und es kam zu Panikreaktionen in der Bevölkerung. In der Nacht vor der Einführung hielt der tschechoslowakische Präsident Antonín Zápotocký eine Rundfunkansprache, in der er jede Möglichkeit einer Währungsreform dementierte und versuchte, die Bevölkerung zu beruhigen, obwohl ihm bewusst war, dass er die Nation belog. Am nächsten Tag durften Leute (die das Glück hatten, nicht in die Kategorie „kapitalistisches Element“ zu fallen) Geld im Wert bis zu 300 neuen Kronen (im Verhältnis 5 alte Kronen zu 1 neuen Krone) und den Rest zu einem Kurs von 50:1 umtauschen. Alle Versicherungsaktien, Staatsanleihen und andere Wertpapiere wurden für wertlos erklärt. Die wirtschaftliche Situation vieler Leute verschlechterte sich dramatisch; es kam vielerorts zu Unruhen und Demonstrationen, zum Beispiel in Pilsen, wo 472 Menschen verhaftet wurden.
Im Zuge der zum 1. Januar 1993 erfolgten Trennung in zwei separate Staaten – Tschechien sowie Slowakei – beschlossen die Parlamente beider neuer Staaten Anfang Februar 1993 die entsprechenden Gesetze über die Währungstrennung, und am 8. Februar 1993 teilte sich die tschechoslowakische Krone infolge der Auflösung der tschechoslowakischen Föderation in zwei unabhängige Währungen auf – die Slowakische Krone und die Tschechische Krone. Anfangs wurden jedoch weiterhin die Geldscheine der Tschechoslowakischen Krone benutzt, die seit dem 2. August 1993 durch zuerst aufgeklebte und dann aufgedruckte Marken differenziert wurden. Seit dem Beitritt der Slowakei zur Eurozone am 1. Januar 2009 ist die Slowakische Krone Geschichte.

## Münzen
Es wurden 1-, 2-, 3-, 5-, 10-, 20-, 25- und 50-Heller-Stücke geprägt, sowie 1-, 2-, 3-, 5- und 10-Kronen-Stücke.
Ferner wurden auch Gedenkmünzen aus Silber zu 20, 25, 50, 100 und 500 Kronen geprägt.

## Banknoten ab 1953
| Name                                      | Wert     | Banknote vorne | Banknote hinten | Größe       | Gültigkeit              | Ausgabe ab |
| ----------------------------------------- | -------- | -------------- | --------------- | ----------- | ----------------------- | ---------- |
| Eine tschechoslowakische Krone            | 1 Kčs    |                |                 | 101 × 51 mm | 01.06.1953 – 31.05.1960 | 1953       |
| Drei tschechoslowakische Kronen           | 3 Kčs    |                |                 | 110 × 56 mm | 01.06.1953 – 31.12.1972 | 1953       |
| Drei tschechoslowakische Kronen           | 3 Kčs    |                |                 | 113 × 56 mm | 01.12.1961 – 31.12.1972 | 1961       |
| Fünf tschechoslowakische Kronen           | 5 Kčs    |                |                 | 120 × 61 mm | 01.06.1953 – 31.12.1972 | 1953       |
| Fünf tschechoslowakisch Kronen            | 5 Kčs    |                |                 | 123 × 60 mm | 01.12.1961 – 31.12.1972 | 1961       |
| Zehn tschechoslowakische Kronen           | 10 Kčs   |                |                 | 129 × 65 mm | 01.06.1953 – 31.12.1963 | 1953       |
| Zehn tschechoslowakische Kronen           | 10 Kčs   |                |                 | 133 × 65 mm | 01.02.1961 – 30.06.1988 | 1960       |
| Zehn tschechoslowakische Kronen           | 10 Kčs   |                |                 | 132 × 67 mm | 01.07.1986 – 31.07.1993 | 1986       |
| Zwanzig tschechoslowakische Kronen        | 20 Kčs   |                |                 | 132 × 58 mm | 01.04.1971 – 30.06.1991 | 1970       |
| Zwanzig tschechoslowakische Kronen        | 20 Kčs   |                |                 | 137 × 67 mm | 01.10.1988 – 31.07.1993 | 1988       |
| Fünfundzwanzig tschechoslowakische Kronen | 25 Kčs   |                |                 | 140 × 69 mm | 02.05.1962 – 31.12.1972 | 1961       |
| Fünfzig tschechoslowakische Kronen        | 50 Kčs   |                |                 | 150 × 74 mm | 01.04.1965 – 30.06.1991 | 1964       |
| Fünfzig tschechoslowakische Kronen        | 50 Kčs   |                |                 | 142 × 67 mm | 01.10.1987 – 31.07.1993 | 1987       |
| Hundert tschechoslowakische Kronen        | 100 Kčs  |                |                 | 164 × 80 mm | 01.12.1962 – 07.02.1993 | 1961       |
| Hundert tschechoslowakische Kronen        | 100 Kčs  |                |                 | 147 × 67 mm | 01.10.1989 – 31.12.1990 | 1989       |
| Fünfhundert tschechoslowakische Kronen    | 500 Kčs  |                |                 | 157 × 67 mm | 01.11.1973 – 07.02.1993 | 1973       |
| Tausend tschechoslowakische Kronen        | 1000 Kčs |                |                 | 157 × 67 mm | 01.10.1985 – 07.02.1993 | 1985       |